# Allée d'honneur
L'Allée d’honneur (en azéri : Fəxri xiyaban) est un cimetière public et un monument azerbaïdjanais situé à Bakou.

## Description
En forme d’allée, le cimetière est situé dans la partie montagneuse de Bakou.
242 personnalités azerbaïdjanaises y sont enterrées : artistes éminents, scientifiques, écrivains, politiques, Héros de l’Union soviétique… 

## Historique
La construction du cimetière a été décidée le 27 août 1948, par le conseil des ministres du RSS d'Azerbaïdjan.
Selon la liste jointe à la commande, les tombes de Jalil Mammadkulizade, Abdurrahim Bey Hagverdiyev, Najaf bey Vazirov, Hasan bey Zardabi, Huseyn Arablinsky, Suleyman Sani Akhundov, Ali Nazmi, Jabbar Garyagdioglu, Rustam Moustafayev, Azim Azimzade et Huseyngulu Sarabski ont y été déplacées.